# El Condor Pasa (먼데이키즈)
《El Condor Pasa》는 2007년 1월 23일 발매된 먼데이키즈의 두 번째 정규앨범이다. 타이틀 곡은 〈남자야〉〈착한남자〉이다.

## 트랙 리스트
CD
1. El Condor Pasa
  - 작곡 :
2. 하늘아 제발
  - 작사 : 성진 / 작곡 : 성진
3. 새 살
  - 작사 : 강은경 / 작곡 : 박해운
4. 나비의 꿈
  - 작사 : 이주연 / 작곡 : 윤승환
5. Lovely Soul (feat. Girl Friends)
  - 작사 : 정호연 / 작곡 : 홍정수
6. 남자야
  - 타이틀 곡
  - 작사 : 민명기, 황성진 / 작곡 : 김도훈, 민명기
7. 착한남자
  - 타이틀 곡
  - 작사 : 안영민 / 작곡 : 조영수
8. 도대체 넌 왜
  - 작사 : 한상원 / 작곡 : 한상원
9. 한 남자의 Diary
  - 작사 : 황성진 / 작곡 : 강지원
10. 이별을 앞에 두고 (Narr. 신해철)
  - 작사 : 이승호 / 작곡 : 박해운
11. 남자가 사랑을 버리는 이유
  - 작사 : 윤경, Charlie brown / 작곡 : 김미선
12. 후애(後愛)
  - 작사 : 정호현 / 작곡 : 박영민
13. 나쁜남자
  - 작사 : 윤경 / 작곡 : 이규원
14. The One
  - 작사 : Misty, 민명기 / 작곡 : 민명기